# Autoretrat amb perruca
Autoretrat amb perruca és un quadre del 1900 de Pablo Picasso dipositat al Museu Picasso de Barcelona.

## Context històric i artístic
Parafrasejant Leonardo da Vinci, Picasso va dir en una ocasió: "El pintor es pinta sempre a si mateix." En el decurs dels anys 1896-1897, fa una sèrie d'autoretrats, que li serveixen d'exercici per a la constant recerca vers un estil personal. Tracta la seua imatge de maneres ben diferents. En aquesta ocasió, la seua capacitat camaleònica el porta a vestir-se d'època, amb indumentària i perruca pròpies del segle xviii.

## Descripció
Fent gala d'una fina ironia i monstrant un innegable sentit de l'humor, es mostra a si mateix com un home de la cort. El mèrit d'aquest oli sobre tela de 55,8 × 45,8 cm recau en l'excepcional domini tècnic de l'artista adolescent. La pinzellada vigorosa i el tractament virtuós de l'empastament l'allunyen del treball dels seus companys d'escola i fan intuir un cert anhel d'alliberament artístic.
Per bé que Picasso manifestarà posteriorment a Brassaï que "mai no em vaig preocupar gaire pel meu rostre", el cert és que en el decurs de tota la seua vida fa una gran quantitat d'autoretrats on la seua figura pren personalitats diverses: cortesà, escultor, pintor, torero, etc.
Fou donat per l'artista al Museu Picasso de Barcelona el 1970.